# Kuzey Güney
Kuzey Güney é uma telenovela turca produzida pela Ay Yapım e transmitida pelo Kanal D, entre 7 de setembro de 2011 a 26 de junho de 2013.

## Sinopse
Kuzey (Kivanç Tatitluğ) e Güney (Buğra Gülsoy) são dois jovens irmãos que têm personalidades opostas. Kuzey, de 17 anos, é rebelde, destemido e impaciente. Ele encontra-se em apuros na maioria das vezes porque ele não pode controlar sua raiva, mas no fundo, ele tem um coração bom e nobre. Por outro lado, Guney, de 19 anos, é trabalhador, responsável, calmo e paciente. Eles são tão diferentes um do outro como o norte e o sul. Mesmo que seus personalidades sejam diferentes, esses dois irmãos estão intimamente ligados un ao outro, mesmo quando Güney está cansado de sempre ter que cuidar de Kuzey. Uma nova página é aberta na vida dos irmãos quando Cemre (Öykü Karayel) se muda para o seu bairro.
Kuzey, Güney e Cemre tornam-se amigos próximos e passam a maior parte do tempo juntos. Seus destinos chegam a um cruzamento quando tanto Kuzey quanto Güney desenvolvem um amor profundo por Cemre. No dia anterior ao vestibular, Kuzey decide revelar seus sentimentos. No entanto, ele fica arrasado quando descobre que Guney e Cemre já estão saindo. Naquela noite, Kuzey retorna para casa tarde e seu pai, Sami, repreende-o por não pagar uma dívida que ele tinha, e seu pai começa a ofendê-lo e bater nele, e quando sua mãe atrapalha, Sami a atinge. então Kuzey bate no pai. Kuzey sai e fica bêbado para esquecer tudo. Inconsciente dos sentimentos de seu irmão, Güney culpa Kuzey por causar increnca novamente e quer trazê-lo embora. No entanto, no caminho, ele entra em um acidente de carro em que ele atropela e mata o filho de seu vizinho. Este acidente de carro vira tudo de cabeça para baixo. Kuzey confessa o crime de seu irmão e acaba na cadeia enquanto Güney é deixado sozinho em seu remorso de deixar Kuzey confessar seu crime.

Depois de quatro anos na prisão, Kuzey recupera sua liberdade novamente. No entanto, ele logo entende que não será capaz de recuperar a vida que já teve. Ele percebe que seu único sonho de se tornar um soldado foi tirado dele. Ele também percebe que depois desses quatro anos ele é o único que perdeu tudo. Portanto, Kuzey culpa seu irmão mais velho, Guney, por tirar tudo de bom em sua vida, por destruir seu futuro, por obter o amor de seu pai e por roubar a mulher que ele ama.
Ele quer punir aqueles que o machucam e decide se vingar, mesmo que isso signifique esquecer que Güney é seu irmão.

## Elenco
| Ator/Atriz         | Personagem       | Episódio |
| ------------------ | ---------------- | -------- |
| Kıvanç Tatlıtuğ    | Kuzey Tekinoğlu  | 1-80     |
| Buğra Gülsoy       | Güney Tekinoğlu  | 1-80     |
| Öykü Karayel       | Cemre Çayak      | 1-80     |
| Bade İşçil         | Banu Sinaner     | 1-80     |
| Merve Boluğur      | Zeynep Çiçek     | 11-80    |
| Zerrin Tekindor    | Gülten Çayak     | 1-80     |
| Rıza Kocaoğlu      | Ali Güntan       | 1-40     |
| Mustafa Avkıran    | Sami Tekinoğlu   | 1-80     |
| Semra Dinçer       | Handan Tekinoğlu | 1-80     |
| Ünal Silver        | Atilla Sinaner   | 1-11     |
| Çağdaş Onur Öztürk | Barış Hakmen     | 1-80     |
| Gökşen Ateş        | Venüs Tezerel    | 1-80     |
| Turgay Kantürk     | Ferhat           | 1-47     |
| Hazar Ergüçlü      | Simay Canaş      | 1- 80    |
| Hale Soygazi       | Ebru             | 11-80    |